# Саут-Дірфілд (Массачусетс)
Саут-Дірфілд (англ. South Deerfield) — переписна місцевість (CDP) в США, в окрузі Франклін штату Массачусетс. Населення — 1930 осіб (2020).

## Географія
Саут-Дірфілд розташований за координатами 42°28′53″ пн. ш. 72°35′23″ зх. д. / 42.48139° пн. ш. 72.58972° зх. д. (42.481395, -72.589793).  За даними Бюро перепису населення США в 2010 році переписна місцевість мала площу 8,45 км², з яких 8,16 км² — суходіл та 0,28 км² — водойми.

## Демографія
Згідно з переписом 2010 року, у переписній місцевості мешкало 1880 осіб у 841 домогосподарстві у складі 493 родин. Густота населення становила 223 особи/км².  Було 897 помешкань (106/км²).
Расовий склад населення:
| - 94,8 % — білих - 2,2 % — азіатів - 0,7 % — чорних або афроамериканців - 0,1 % — корінних американців |

До двох чи більше рас належало 1,4 %. Частка іспаномовних становила 3,2 % від усіх жителів.
За віковим діапазоном населення розподілялося таким чином: 20,5 % — особи молодші 18 років, 63,3 % — особи у віці 18—64 років, 16,2 % — особи у віці 65 років та старші. Медіана віку мешканця становила 44,2 року. На 100 осіб жіночої статі у переписній місцевості припадало 92,8 чоловіків;  на 100 жінок у віці від 18 років та старших — 90,0 чоловіків також старших 18 років.
Середній дохід на одне домашнє господарство  становив 74 936 доларів США (медіана — 53 447), а середній дохід на одну сім'ю — 91 834 долари (медіана — 80 341). Медіана доходів становила 53 036 доларів для чоловіків та 49 491 долар для жінок. За межею бідності перебувало 5,9 % осіб, у тому числі 0,0 % дітей у віці до 18 років та 11,4 % осіб у віці 65 років та старших.
Цивільне працевлаштоване населення становило 958 осіб. Основні галузі зайнятості: освіта, охорона здоров'я та соціальна допомога — 47,8 %, виробництво — 16,1 %, мистецтво, розваги та відпочинок — 7,1 %, будівництво — 7,1 %.